# Aeroporto internazionale di Sharjah
L'Aeroporto internazionale di Sharjah (in arabo مطار الشارقة‎?, Maṭār aš-Šāriqa) è un aeroporto internazionale situato a 13 km a sud-est di Sharja, negli Emirati Arabi Uniti. Si estende su un'area di 15.200.000 metri quadrati (m2). È il terzo aeroporto più trafficato del paese e il decimo aeroporto più trafficato del Medio Oriente. Dispone di una singola pista ed è l'unico aeroporto nella zona di Sharja in grado di effettuare voli internazionali a partire dal 2022. Entro il 2027, si prevede che aumenterà la sua capacità a 25 milioni di passeggeri all'anno.

## Panoramica
L'aeroporto internazionale di Sharjah è il terzo hub di trasporto aereo cargo del Medio Oriente per numero di tonnellate, secondo le statistiche ufficiali del 2015 stimate dall'Airports Council International. La società di servizi a terra, Sharjah Aviation Services, gestì 586.195 tonnellate di merci nel 2015, con un aumento del 16,1% su base annua. Dispone di un terminal passeggeri con una superficie di 125.000 m2.
L'aeroporto internazionale di Sharjah è la base operativa della compagnia aerea a basso costo Air Arabia. Nello specifico, si trova nello "Sharjah Freight Center" dell'aeroporto (un vecchio terminal cargo).
Sostituì l'aeroporto "RAF Sharjah", che era più vicino alla città e venne aperto anch'esso nel 1932. Fu il primo aeroporto degli Emirati Arabi Uniti e del Consiglio di cooperazione del Golfo ad essere utilizzato da Imperial Airways. Venne successivamente utilizzato dalla RAF fino al 14 dicembre 1971, anno in cui il paese divenne indipendente e l'aeroporto fu dismesso. Tuttavia, il vecchio terminal aeroportuale e la torre di controllo sono oggi esposti nel "Museo Al Mahatta". La pista del vecchio aeroporto fa ora parte della via "King Abdul Aziz Street", nel centro della città.
L'aeroporto venne utilizzato anche dal "926th Tactical Fighter Group" della United States Air Force durante la guerra del Golfo. Circa 450 membri dell'unità erano di stanza all'aeroporto, utilizzavano aerei militari Fairchild-Republic A-10 Thunderbolt II durante il conflitto.

## Strutture aeroportuali
L'aeroporto si trova a un'altitudine di 35 metri (116 piedi) sul livello medio del mare. Ha una pista orientata in 12/30 con una superficie in asfalto che misura 4.060 m in lunghezza e 60 m in larghezza (rispettivamente 13.320 piedi e 197 piedi).
Fondata nel 1985, la "Sharjah Airport Travel Agency" è di proprietà dell'autorità aeroportuale stessa e ha 14 filiali negli Emirati Arabi Uniti, tra cui una al primo piano del terminal aeroportuale principale.
All'interno dell'aeroporto sono disponibili anche due piccole moschee, una nell'area degli arrivi e l'altra al piano terra dell'area partenze. Sono disponibili altre moschee nei terminal cargo 3 e 4.

## Compagnie aeree e destinazioni

### Compagnie aeree passeggeri
Le seguenti compagnie aeree operano voli di linea regolari e voli charter da e per l'aeroporto internazionale di Sharjah:
| Compagnia aerea                 | Destinazioni | Note          |
| ------------------------------- | --- | ------------- |
| Aeroflot                        | Mosca-Šeremet'evo (volo stagionale) | [ 20 ]        |
| Air Arabia                      | Abha, Addis Abeba, Ahmedabad, Alessandria d'Egitto, Al-Jawf, Almaty, Amman, Atene, Baghdad, Bahrein, Baku, Bangkok–Suvarnabhumi, Beirut, Bangalore, Biškek, Bosaso, Il Cairo, Chennai, Chittagong, Coimbatore, Colombo, Damasco, Dammam, Nuova Delhi, Dacca, Doha, Entebbe, Erbil, Faisalabad, Al-Qasim, Giza, Goa, Ha'il, Hyderabad, Istanbul, Istanbul-Sabiha Gökçen, Jaipur, Gedda, Jizan, Kabul, Karachi, Kathmandu, Kazan, Kochi, Calicut, Krabi (a partire dal 28 novembre 2025), Cracovia, Kuala-Lumpur, Al Kuwait, Lorestan, Malé, Mashhad, Medina, Mosca-Domodedovo, Multan, Mumbai, Monaco di Baviera (a partire dal 15 dicembre 2025), Muscat, Nagpur, Nairobi-Jomo Kenyatta, Najaf, Oš, Peshawar, Praga (a partire dal 20 dicembre 2025), Quetta, Riad, Salalah, Samara, Shiraz, Sialkot, Soči, Sohag, Sohar, Tabuk, Ta'if, Tashkent, Tblisi, Teheran Imam-Khomeini, Trivandrum, Trebisonda, Ufa, Vienna, Varsavia-Chopin, Varsavia-Modlin (a partire dal 20 dicembre 2025), Yanbu, Ekaterinburg, Erevan, Namangan (volo stagionale), Phuket (volo stagionale), Sarajevo (volo stagionale) |               |
| Airblue                         | Islamabad, Lahore, Multan | [ 45 ]        |
| Air Cairo                       | Alessandria d'Egitto, Assiut (voli stagionali) | [ 46 ]        |
| Air India Express               | Amritsar, Nuova Delhi, Indore, Kannur, Kochi, Calicut, Mumbai, Surat, Trivandrum, Tiruchirappalli, Varanasi, Vijayawada | [ 47 ] [ 48 ] |
| Air Peace                       | Lagos | [ 49 ]        |
| AJet                            | Istanbul-Sabiha Gökçen | [ 50 ] [ 51 ] |
| Belavia                         | Minsk (volo charter stagionale) | [ 52 ]        |
| Biman Bangladesh Airlines       | Chittagong, Dacca, Sylhet | [ 53 ] [ 54 ] |
| EgyptAir                        | Il Cairo | [ 55 ]        |
| Ethiopian Airlines              | Addis Abeba | [ 56 ]        |
| Flynas                          | Gedda | [ 57 ]        |
| IndiGo                          | Amritsar, Hyderabad, Lucknow, Trivandrum | [ 58 ]        |
| Iraqi Airways                   | Aeroporto Internazionale di Baghdad | [ 59 ]        |
| Jordan Aviation                 | Amman | [ 60 ]        |
| Kam Air                         | Kabul | [ 61 ]        |
| Pakistan International Airlines | Multan, Peshawar, Sialkot | [ 31 ] [ 31 ] |
| Pegasus Airlines                | Istanbul-Sabiha Gökçen | [ 62 ]        |
| Qatar Airways                   | Doha | [ 63 ]        |
| SereneAir                       | Islamabad, Lahore, Peshawar | [ 64 ]        |
| Syrian Air                      | Damasco | [ 65 ]        |
| Ural Airlines                   | Mosca-Domodedovo, Ekaterinburg | [ 66 ]        |
| US-Bangla Airlines              | Dacca | [ 67 ]        |
| Uzbekistan Airways              | Tashkent | [ 68 ]        |

### Compagnie aeree cargo
All'aeroporto internazionale di Sharjah operano anche le seguenti compagnie aeree cargo:
| Compagnia aerea          | Destinazioni                                                   | Note                 |
| ------------------------ | -------------------------------------------------------------- | -------------------- |
| Aerotranscargo           | Dammam, Hong Kong, Gedda, Monaco di Baviera, Riad              | [ 69 ] [ 70 ] [ 71 ] |
| Astral Aviation          | Nuova Delhi, Eldoret, Hong Kong, Mumbai, Nairobi-Jomo Kenyatta | [ 72 ] [ 72 ]        |
| EgyptAir Cargo           | Il Cairo                                                       | [ 73 ]               |
| Ethiopian Cargo          | Addis Abeba                                                    | [ 74 ]               |
| Singapore Airlines Cargo | Amsterdam, Bruxelles, Londra-Heathrow, Singapore               | [ 75 ]               |
| UPS Airlines             | Colonia, Hong Kong, Seoul-Incheon, Shenzhen                    | [ 76 ]               |

## Statistiche
La tabella mostra i dati del traffico aereo registrati all'aeroporto internazionale di Sharjah, negli anni compresi tra il 1999 e il 2015:

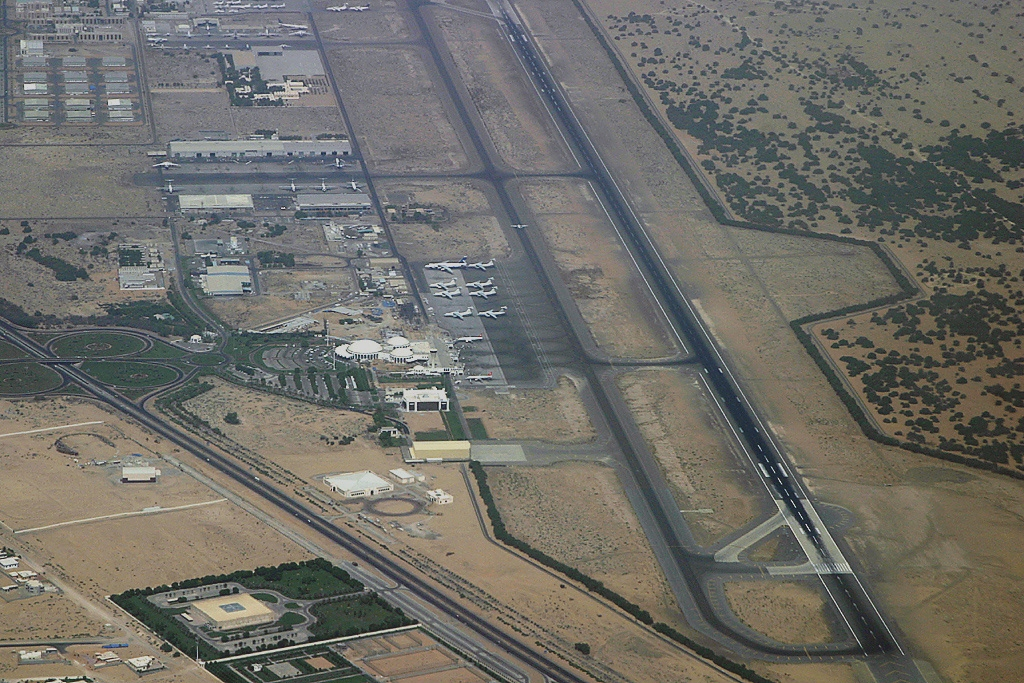
Vista aerea dell'aeroporto.

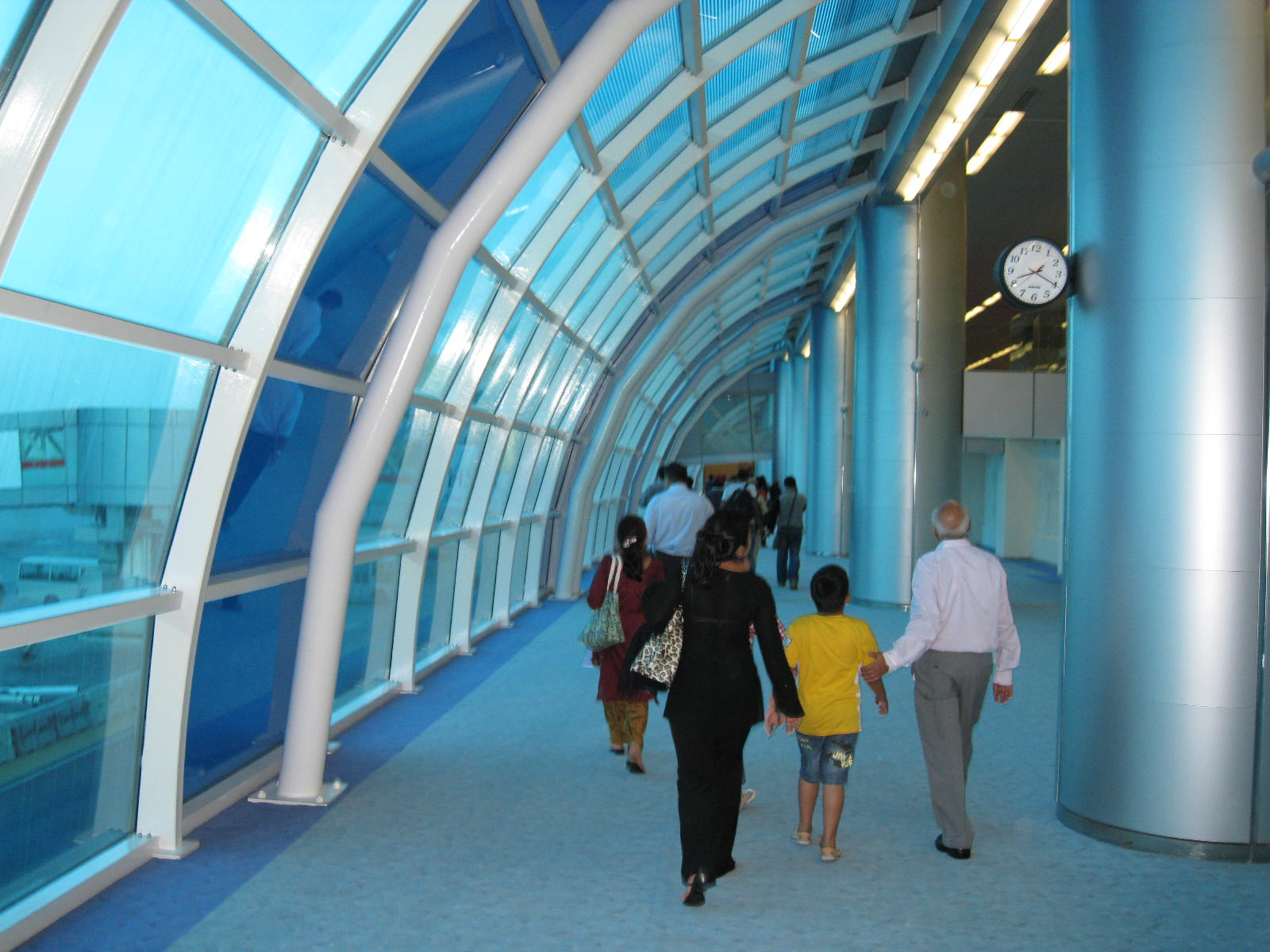
Un corridoio nel terminal aeroportuale dell'aeroporto.

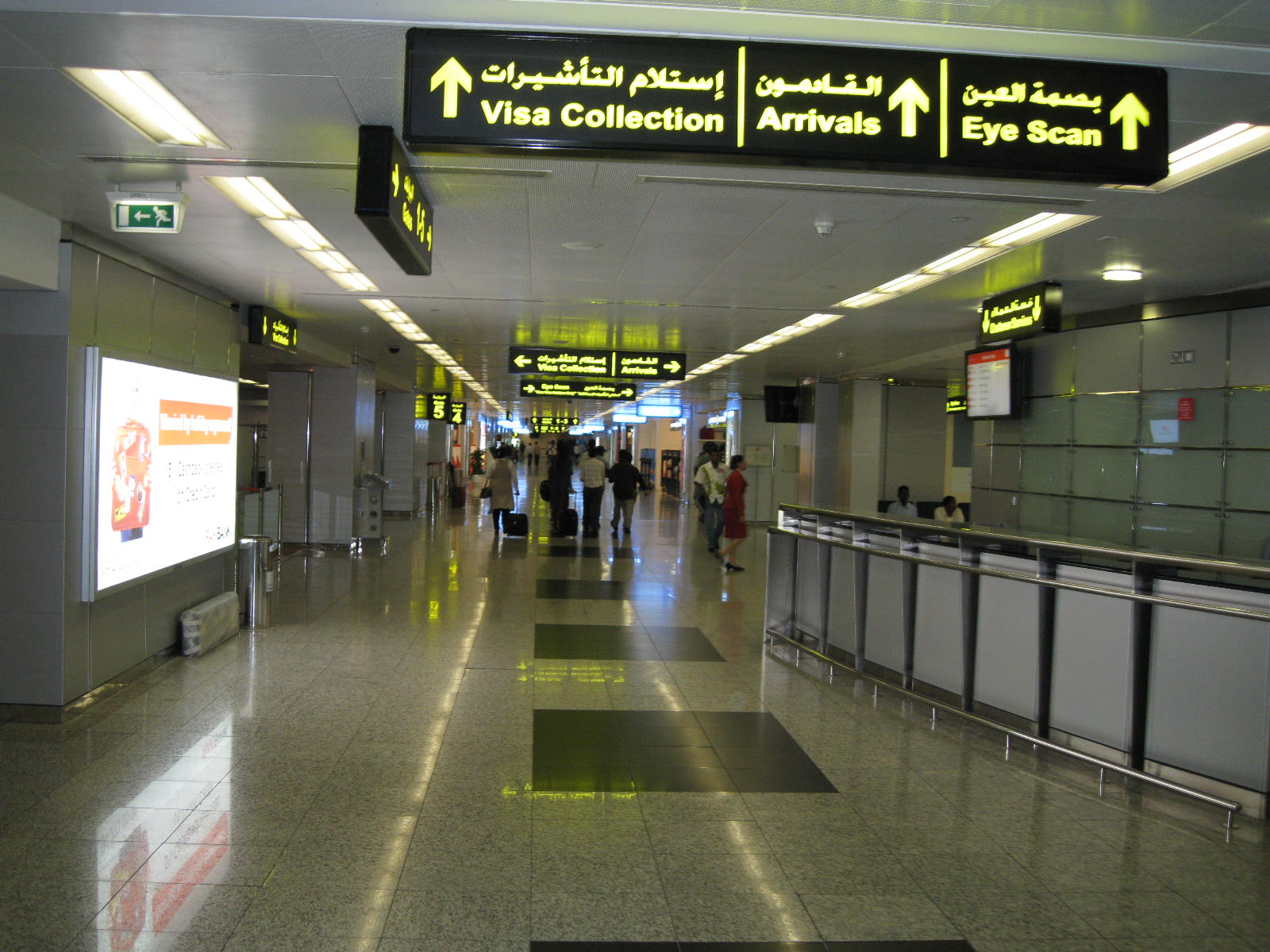
L'interno dell'unico terminal aeroportuale.

| Anno | Passeggeri totali | Tonnellate cargo | Movimenti totali |
| ---- | ----------------- | ---------------- | ---------------- |
| 1999 | 1,001,852         | 580,550          | 27,577           |
| 2000 | 948,207           | 475,122          | 25,997           |
| 2001 | 861,478           | 415,587          | 24,431           |
| 2002 | 1,028,624         | 497,010          | 24,803           |
| 2003 | 1,247,458         | 507,644          | 28,017           |
| 2004 | 1,661,941         | 500,927          | 32,334           |
| 2005 | 2,237,646         | 505,392          | 38,699           |
| 2006 | 3,064,396         | 569,511          | 44,182           |
| 2007 | 4,324,313         | 570,363          | 51,314           |
| 2008 | 5,280,445         | 586,677          | 60,813           |
| 2009 | 5,764,098         | 501,824          | 61,451           |
| 2011 | 6,600,000         | 417,116          | 63,737           |
| 2012 | 7,516,538         | 475,116          | 65,975           |
| 2013 | 8,505,268         | 493,402          | 66,247           |
| 2014 | 9,516,600         | 528,250          | 70,559           |
| 2015 | 11,993,887        | 586,195          | 98,786           |

## Incidenti
- Il 15 dicembre 1997, un Tupolev Tu-154 di Tajik Air si schiantò in fase di atterraggio all'aeroporto internazionale di Sharjah. A circa 13 km da Sharja, l'aereo si schiantò contro il terreno e 85 degli 86 occupanti morirono. Uno dei sette membri dell'equipaggio sopravvisse all'incidente.[79]
- Il 10 febbraio 2004, il volo Kish Air 7170, operato da un Fokker F50, si schiantò durante l'avvicinamento all'aeroporto, uccidendo 43 dei 46 occupanti, di cui 3 membri dell'equipaggio e 40 passeggeri.[80][81]
- Il 7 novembre 2004, un Boeing 747F di Air Atlanta Icelandic fu danneggiato irreparabilmente a causa di un decollo interrotto con lunghezza di pista rimanente insufficiente. Nessuno dei quattro membri dell'equipaggio rimase ferito. Il decollo venne annullato dopo la segnalazione di fumo a bordo dell'aereo e una forte esplosione nella cabina di pilotaggio.[82]
- Il 21 ottobre 2009, il volo Azza Transport 2241, operato da un Boeing 707F, si shiantò in fase di decollo. Il volo trasportava solo merci e tutti i sei membri dell'equipaggio morirono nell'incidente.[83][84]Un ex concorde di British Airways all'aeroporto internazionale di Sharjah il 20 agosto 1977.

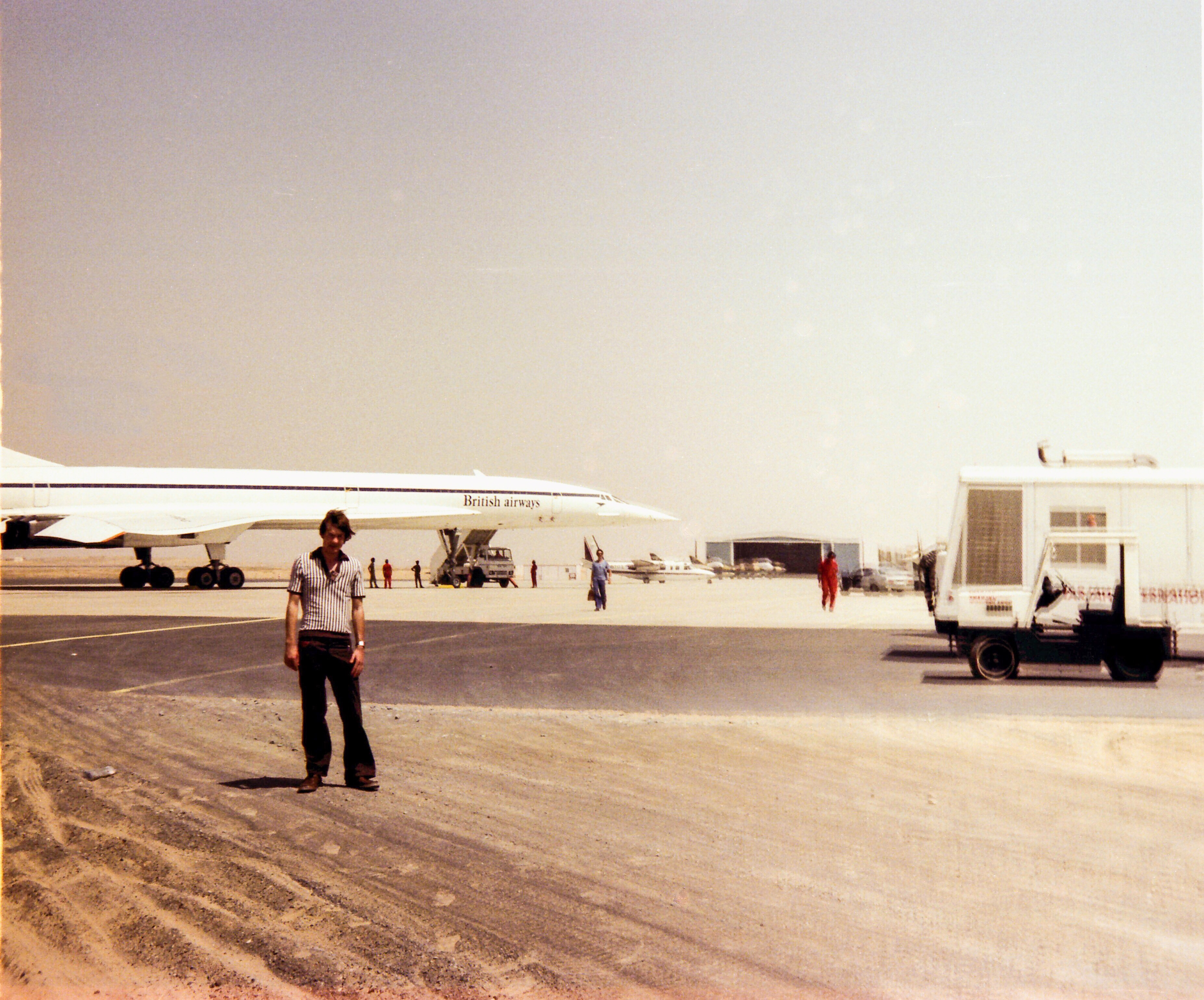
Un ex concorde di British Airways all'aeroporto internazionale di Sharjah il 20 agosto 1977.